# Ліворно-Феррарис
Ліворно-Феррарис (італ. Livorno Ferraris, п'єм. Livorn Feraris) — муніципалітет в Італії, у регіоні П'ємонт, провінція Верчеллі.
Ліворно-Феррарис розташоване на відстані близько 520 км на північний захід від Рима, 39 км на північний схід від Турина, 27 км на захід від Верчеллі.
Населення — 4515 осіб (2014).

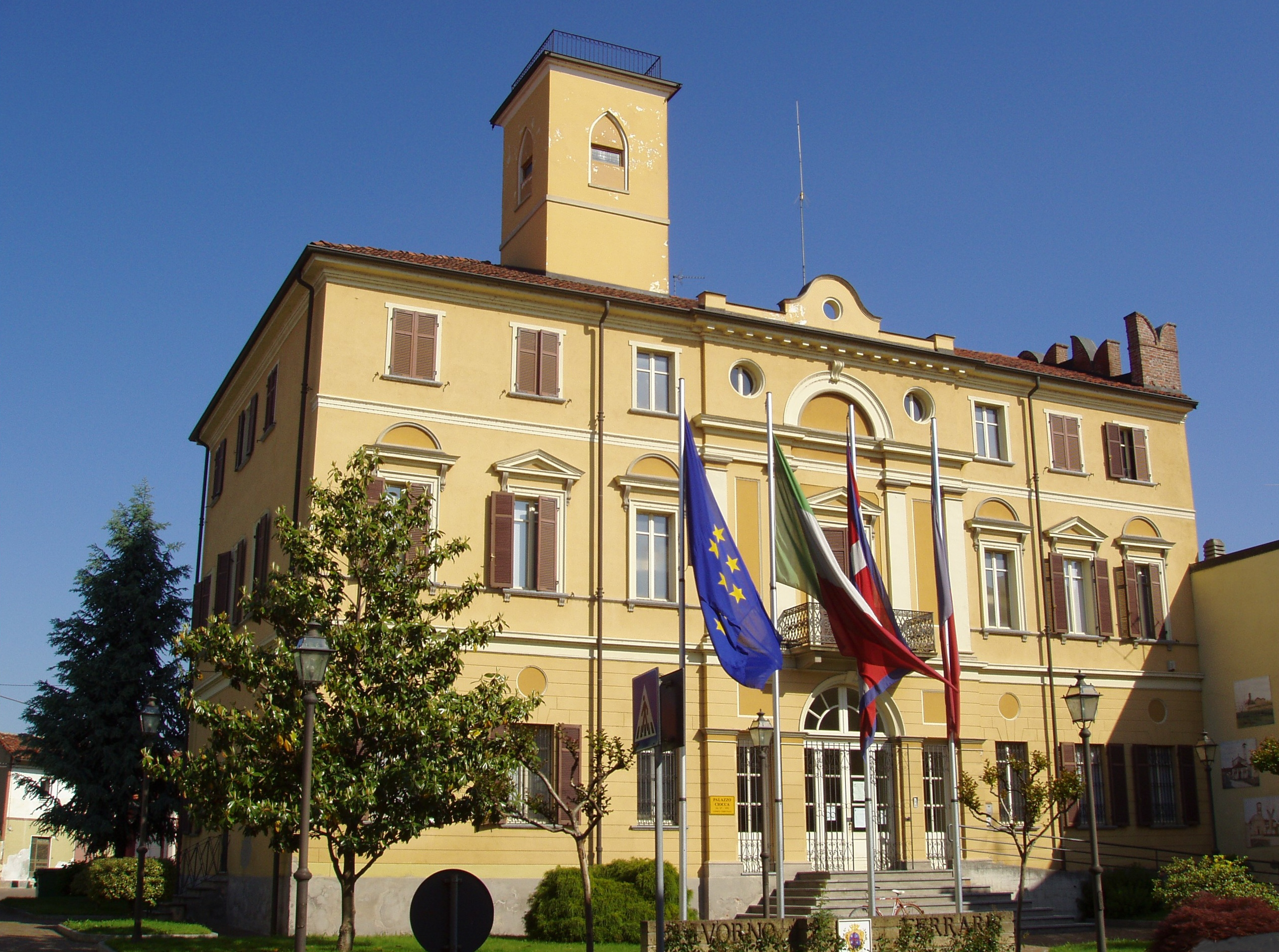

Щорічний фестиваль відбувається 10 серпня. Покровитель — святий мученик Лаврентій.

## Демографія
Населення за роками:

Станом на 1 січня 2023 року в муніципалітеті офіційно проживало 546 іноземців з 34 країн, серед них 326 громадян країн Євросоюзу та 3 громадяни України.

## Сусідні муніципалітети
- Б'янце
- Чильяно
- Крешентіно
- Фонтанетто-По
- Лампоро
- Монкривелло
- Салуджа
- Трино